# Pindo (Penalva do Castelo)
Pindo is een plaats (freguesia) in de Portugese gemeente Penalva do Castelo en telt 2245 inwoners (2001).